# Amplexibranchius bryconis
Amplexibranchius bryconis is een eenoogkreeftjessoort uit de familie van de Ergasilidae. De wetenschappelijke naam van de soort is voor het eerst geldig gepubliceerd in 1985 door Thatcher & Paredes.